# Momiji Nishiya
Momiji Nishiya (født 30. august 2007) er en japansk skateboarder. Hun deltog i Sommer-OL 2020 i Streetkonkurrencen for kvinder, hvor hun vandt den første guldmedalje i den konkurrence. Som 13-årig blev hun den yngste person til at vinde guld for Japan.

## Karriere
Nishiya deltog i sommer-X-Games 2019 i kvindernes streetkonkurrence og scorede 90.00 og vandt en sølvmedalje.
Hun deltog også i verdensmesterskaberne i skateboard 2021 hvor hun også vandt sølv med en score på 14.17.
Hun konkurrerede i kvindernes streetkonkurrence ved Sommer-OL 2020 i Tokyo, hvor hun scorede 15,26 og vandt guldmedaljen.